# Zouhair Hachemi
Zouhair Hachemi (en arabe : زهير الهاشمي), né le 14 février 1998, est un footballeur marocain évoluant au poste d'arrière droit a l'Olympique Club de Khouribga.

## Biographie

### OC Khouribga (2017-)
Le 7 avril 2017, lors de la 23 ème journée de la saison 2016-2017 de Botola Pro, Zouhair Hachemi fait ses débuts dans le football professionnel avec l'Olympique Club de Khouribga contre le JS Kasbat-Tadla, (défaite, 1-0).
Le match contre le FUS Rabat le 30 octobre 2021, lors de la 8 ème journée de la saison 2021-2022 de Botola Pro est marquant dans la carrière de Zouhair Hachemi. En effet, pour la première fois de sa carrière il est le capitaine de son club formateur et de plus il marque son premier but dans une victoire 2-1 de l'OC Khouribga.

## Statistiques
| Saison                | Club                  | Championnat           | Championnat | Championnat | Championnat | Coupe(s) nationale(s) | Coupe(s) nationale(s) | Coupe(s) nationale(s) | Total | Total | Total |
| Saison                | Club                  | Division              | M.          | B.          | P.d.        | M.                    | B.                    | P.d.                  | M.    | B.    | P.d.  |
| 2016-2017             | OC Khouribga0         | Botola                | 1           | 0           | 0           | 0                     | 0                     | 0                     | 1     | 0     | 0     |
| 2017-2018             | OC Khouribga          | Botola                | 14          | 0           | 0           | 0                     | 0                     | 0                     | 14    | 0     | 0     |
| 2018-2019             | OC Khouribga          | Botola                | 17          | 0           | 0           | 0                     | 0                     | 0                     | 17    | 0     | 0     |
| 2019-2020             | OC Khouribga          | Botola                | 8           | 0           | 1           | 0                     | 0                     | 0                     | 8     | 0     | 1     |
| 2020-2021             | OC Khourigba          | Botola Pro2           | -           | -           | -           | 1                     | 0                     | 0                     | 1     | 0     | 0     |
| 2021-2022             | OC Khouribga          | Botola                | 19          | 1           | 0           | 0                     | 0                     | 0                     | 19    | 1     | 0     |
| Sous-total            | Sous-total            | Sous-total            | 59          | 1           | 1           | 1                     | 0                     | 0                     | 60    | 1     | 1     |
| Total sur la carrière | Total sur la carrière | Total sur la carrière | 59          | 1           | 1           | 1                     | 0                     | 0                     | 60    | 1     | 1     |

## Palmarès

### En club
OC Khourigba
- Championnat du Maroc D2 (1) :
  - Champion : 2020-21.